# Delio Toledo
Delio César Toledo Rodas (Doctor Cecilio Báez, 2 de octubre de 1976) es un exfutbolista paraguayo que jugaba de lateral izquierdo. Pasó por clubes como el Udinese Calcio de Italia, y el RCD Espanyol y Real Zaragoza de España, entre otros. Fue internacional con la selección de fútbol de Paraguay, habiendo disputado la Copa América 1999 y la Copa Mundial de la FIFA 2006.

## Trayectoria
Delio Toledo inició su carrera profesional en el Atlético Colegiales de Paraguay en diciembre de 1993. Posteriormente, se trasladó a Cerro Porteño de la Primera División de Paraguay en la temporada 1997-1999, antes de ser fichado por el Udinese Calcio de la Serie A de Italia en junio de 1999, donde tuvo una participación limitada.
En enero de la temporada 1999-2000, Toledo se incorporó al RCD Espanyol de la Primera División de España, con el que disputó dos temporadas y obtuvo una Copa del Rey. Tras su etapa en el club catalán, regresó a Sudamérica en 2001 para jugar en el Club Atlético Colón de la Primera División de Argentina. Para la temporada 2002-03, regresó nuevente a la liga española al ser adquirido por el Real Zaragoza, donde permaneció durante cuatro temporadas y logró conquistar la Copa del Rey 2003-04 y la Supercopa de España 2004, además de ser subcampeón de la Copa del Rey 2005-06.
En la temporada 2006-2007, Toledo se trasladó al Kayserispor de la Superliga de Turquía, donde jugó hasta 2010 y ganó la Copa de Turquía 2007-08.
Al concluir su contrato, decidió retirarse del fútbol profesional, aunque al regresar a Paraguay fue contactado por el Club Atlético 3 de Febrero, equipo de la Primera División de Paraguay, que le ofreció un contrato por dos temporadas.

## Selección nacional
A nivel internacional, Toledo representó a la selección de fútbol de Paraguay en 35 ocasiones, jugando 82 minutos en la derrota 0-1 contra Inglaterra en la fase de grupos del Grupo B de la Copa Mundial de la FIFA 2006. También fue seleccionado para el equipo en la Copa América 1999, disputada en casa, donde la selección nacional llegó a los cuartos de final.
Toledo obtuvo su primera convocatoria el 7 de marzo de 1999 en la Copa de la Paz, anotando el segundo gol en la victoria 3-0 sobre Bolivia.

#### Goles en la selección
| 1. | 7 de marzo de 1999    | Ciudad de Guatemala, Guatemala | Bolivia | 2-0 | 3-0 | Copa de la Paz                   |
| 2. | 17 de junio de 1999   | Ciudad del Este, Paraguay      | Uruguay | 2-3 | 2-3 | Amistoso internacional           |
| 3. | 31 de octubre de 1999 | Chicago, Estados Unidos        | México  | 1-0 | 1-0 | Amistoso internacional           |
| 4. | 3 de junio de 2000    | Asunción, Paraguay             | Ecuador | 1-0 | 3-1 | Eliminatorias Sudamericanas 2002 |

Para un total de 4 goles.

#### Participaciones en Copa América
| Torneo            | Sede     | Resultado        | Partidos | Goles | Asist. |
| ----------------- | -------- | ---------------- | -------- | ----- | ------ |
| Copa América 1999 | Paraguay | Cuartos de final | 4        | 0     | 0      |

#### Participaciones en Eliminatorias
| Eliminatoria                     | Resultado | Partidos | Goles | Asist. |
| -------------------------------- | --------- | -------- | ----- | ------ |
| Eliminatorias Sudamericanas 2002 | 4.º lugar | 2        | 1     | 0      |
| Eliminatorias Sudamericanas 2006 | 4.º lugar | 5        | 0     | 0      |

## Clubes
| Club                       | País      | Año       |
| -------------------------- | --------- | --------- |
| Club Atlético Colegiales   | Paraguay  | 1993-1996 |
| Cerro Porteño              | Paraguay  | 1997-1999 |
| Udinese Calcio             | Italia    | 1999      |
| RCD Espanyol               | España    | 1999-2001 |
| Club Atlético Colón        | Argentina | 2001-2002 |
| Real Zaragoza              | España    | 2002-2006 |
| Kayserispor                | Turquía   | 2006-2010 |
| Club Atlético 3 de Febrero | Paraguay  | 2011      |

## Palmarés

### Títulos nacionales
| Título              | Club          | País    | Año     |
| ------------------- | ------------- | ------- | ------- |
| Copa del Rey        | RCD Espanyol  | España  | 1999-00 |
| Supercopa de España | Real Zaragoza | España  | 2004    |
| Copa del Rey        | Real Zaragoza | España  | 2003-04 |
| Copa de Turquía     | Kayserispor   | Turquía | 2008    |